# Войстроченко, Анатолий Фомич
Анато́лий Фоми́ч Войстроче́нко (2 января 1937, дер. Нежданово, Западная область — 29 августа 2010, Брянск) — советский партийный и государственный деятель, первый секретарь Брянского обкома КПСС (1984—1991), председатель Брянского областного Совета (1990—1991).

## Биография
Родился в семье стрелочника и колхозницы, русский. Трудовую деятельность начал после окончания Унечской средней школы № 39 в 1955 году рядовым колхозником, затем работал заведующим клубом колхоза им. Щорса Унечского района. Во время войны всё время немецкой оккупации (1941–1943) провёл в лесу.
Окончил Всесоюзный сельскохозяйственный институт заочного образования (по специальности «инженер-электрик») и ВПШ при ЦК КПСС (заочно).
С 1957 года – на освобождённой комсомольской работе: первый секретарь Унечского райкома комсомола, второй секретарь Брянского обкома ВЛКСМ. В 1960–1973 годах первый секретарь Брянского обкома ВЛКСМ. Избирался делегатом XV и XVI съездов комсомола, имел награды ЦК ВЛКСМ «Трудовая доблесть», «3a активное участие в подготовке и проведении XII Всемирного фестиваля молодежи и студентов».
Член КПСС с 1958 года. Член ЦК КПСС (1986–1990). Депутат Совета Союза Верховного Совета СССР 11 созыва (1984–1989) от Брянской области. Депутат Верховного Совета РСФСР 10 созыва. Народный депутат СССР в 1989–1991.
С марта 1973 – первый секретарь Клетнянского райкома КПСС. В 1978–1982 – второй, первый секретарь Брянского горкома КПСС, в 1982–1984 – второй секретарь Брянского обкома КПСС,
В январе 1984 – сентябре 1991 – первый секретарь Брянского обкома КПСС, в 1990–1991 – председатель Брянского областного Совета.
С января 1992 года работал главным специалистом областного Совета народных депутатов. С апреля 1992 года – помощник, а затем заместитель генерального директора  в областном управлении связи.  С 1 декабря 2002 года занимал пост  управляющего делами «Брянсксвязьинформ» – филиала ОАО «Центр Телеком».
Был избран почётным академиком Международной Академии наук экологии и безопасности по секции чрезвычайных ситуаций. 2  сентября 2004 ему было присвоено звание «Почётный гражданин Унечского  района», а в октябре того же года – звание почётного гражданина Брянской области.
Умер 29 августа 2010 года на 74-м году жизни.
Автор книг «Вечный свет подвига» (1985), «Как это было. Чернобыль и Брянщина» (2008). Его именем названа одна из улиц Брянска

## Награды
- орден Октябрьской Революции
- два ордена Трудового Красного Знамени
- орден «Знак Почёта»
- 10 медалей, в том числе медаль «В ознаменование 100-летия со дня рождения Владимира Ильича Ленина»